# Риччи-Курбастро, Грегорио
Грего́рио Ри́ччи-Курба́стро (итал. Gregorio Ricci-Curbastro; 12 января 1853, Луго — 6 августа 1925, Болонья) — итальянский математик, ученик Феликса Клейна. Труды в области дифференциальной геометрии, математической физики, дифференциальных уравнений и общей алгебры. Развивая идеи Римана, разработал основы тензорного исчисления (1901 год) и определил для римановых многообразий ковариантное дифференцирование. На этот математический аппарат опирается общая теория относительности Эйнштейна.
Член Национальной академии деи Линчеи (1916), член Туринской (1918), Болонской (1922), Академии сорока́ (1921) и Папской (1925)  академий наук.

## Биография
Родился в Луго (северная Италия) в семье инженера Антонио Риччи-Курбастро и Ливии Векки, отец принадлежал к старинному знатному роду. Начальное образование получил дома. В 1869 году поступил в Римский университет, но проучился там всего год (отец отозвал его домой из-за опасной неразберихи в ходе ликвидации Папской области). Два года спустя он продолжил образование в Болонском университете (1872—1873), затем перешёл в Высшую нормальную школу Пизы (1873—1875). Среди его преподавателей были Энрико Бетти и Улисс Дини. В 1875 году Риччи защитил диссертацию по теме «Об исследованиях Фукса, касающихся линейных дифференциальных уравнений».
В этот период Риччи  опубликовал серию статей по математической физике; они касались электродинамики Максвелла и работ Клаузиуса. Часть работ были связаны с методом Лагранжа для системы линейных дифференциальных уравнений.
Эти труды принесли Риччи право на именную стипендию, которая позволила ему провести 1877—1878 годы в Высшей технической школе (Мюнхен) у Феликса Клейна. В 1879 году Риччи вернулся в Пизу; некоторое время был ассистентом Улисса Дини. С 1880 года до конца жизни — профессор в Падуанском университете, сначала на кафедре математической физики; с 1890 года — на кафедре общей алгебры; позже он также читал курс геометрии. Риччи был деканом факультета математических, физических и естественных наук Падуанского университета с 1901 по 1908 год.
В 1884 году Риччи женился на Бьянке Бьянки Аццарани (Bianca Bianchi Azzarani). У них родились трое детей; два сына и дочь.
С середины 1880-х годов Риччи изменил тематику своих исследований, переключившись на дифференциальную геометрию. Он открыл «абсолютное дифференциальное исчисление» — обобщения классического математического анализа на многообразия произвольной размерности и переменной кривизны.
Риччи принимал активное участие в жизни как родного города, так и Падуи, в том числе служил советником по государственному образованию и бюджету падуанского городского совета. Ему предлагали пост мэра Падуи, однако он отказался.
Скончался в клинике Болоньи 6 августа 1925 года после хирургической операции.

## Научная деятельность
Важнейшая научная заслуга Риччи-Курбастро заключается в создании «абсолютного дифференциального исчисления» (тензорного исчисления), широко используемого в общей теории относительности, дифференциальной геометрии, теории многообразий и т. д.
Первоначальный вклад в эту тематику был внесен Гауссом, затем эти идеи были развиты Риманом. Однако основное влияние на Риччи-Курбастро оказала статья Кристоффеля, опубликованная в журнале Крелле в 1868 году, В 1884 году Риччи начал исследование квадратичных дифференциальных форм. Систематическое изложение своего исчисления он представил в 1888 году в статье, написанной к 800-летию Болонского университета, далее появились ещё три публикации по этой теме, а примерно с 1900 года к исследованиям подключается его талантливый ученик Туллио Леви-Чивита, вместе с которым Риччи опубликовал фундаментальную 77-страничную работу «Методы абсолютного дифференциального исчисления и их применение».
Если геометрия основного многообразия неевклидова, то классические определения производной и интеграла не годятся — хотя бы потому, что разность векторов, определённых  в разных точках этого многообразия, вообще говоря, не является вектором, она преобразуется при смене координат по иному закону. Риччи и Леви-Чивита открыли способ обобщить классический анализ на многообразия произвольной размерности и переменной кривизны. Ключом к решению проблемы стал описанный в указанной статье тензор кривизны, свёрнутый вариант которого называется теперь «тензор Риччи». В этой же статье описаны приложения нового анализа к геометрии, включая теорию поверхностей и групп движений; и механические приложения, включая динамику, теорию упругости и решения уравнений Лагранжа. Абсолютное дифференциальное исчисление Риччи-Курбастро стало основой тензорного анализа; важность нового исчисления вскоре была осознана, когда он был использован Эйнштейном при разработке им в 1907—1915 годах общей теории относительности.
27 октября 1921 года Эйнштейн посетил Италию и специально заехал в Падую, чтобы лично познакомиться с Риччи. К середине XX века тензорные методы Риччи-Курбастро стали одной из ведущих теорий математической физики и распространились на многие разделы физики.
Двухтомный сборник трудов Риччи-Курбастро был опубликован Итальянским математическим союзом в Риме в 1956—1957 годах.

## Память
Именем Риччи-Курбастро названы:
- тензор Риччи;
- астероид 13642 Ricci[итал.];
- поток Риччи, который является основным математическим инструментом в доказательстве гипотезы Пуанкаре;
- Риччи-солитон.

## Основные труды
- Ricci-Curbastro, Gregorio. Sulla funzione potenziale di conduttori di correnti galvaniche costanti, «Atti del R. I.V.S.L.A.», s. V, t. VIII (a. a. 1881-82), pp. 1025–1048.
- Ricci-Curbastro, Gregorio. Sulla integrazione della equazione (formula matematica), «Atti del R. I.V.S.L.A.», s. VI, t. III (a. a. 1884-85), pp. 1439–1444.
- Ricci-Curbastro, Gregorio (1887), Sulla derivazione covariante ad una forma quadratica differenziale [О ковариантном дифференцировании относительно квадратичной дифференциальной формы], Rend. Acc. Lincei (итал.), 3 (4): 15–18
- Ricci-Curbastro, Gregorio. Résumé de quelques travaux sur les systèmes variables de fonctions associés à une forme différentielle quadratique. // Bulletin des Sciences mathématiques, s. 2, 1892, vol. 16, pp. 167–189.
- Ricci-Curbastro, Gregorio. Saggio di una teoria dei numeri reali secondo il concetto di Dedekind, «Atti del R. I.V.S.L.A.», s. VII, t. IV (a. a. 1892-93), pp. 233–281.
- Ricci-Curbastro, Gregorio. Di alcune applicazioni del calcolo differenziale assoluto alla teoria delle forme differenziali quadratiche binarie e dei sistemi a due variabili, «Atti del R.I.V.S.L.A.», s. VII, t. IV (a. a. 1892—93), pp. 1336–1364;
- Ricci-Curbastro, Gregorio. Sulla teoria delle linee geodetiche e dei sistemi isotermi di Liouville, «Atti del R. I.V.S.L.A.», s. VII, t. V (a. a. 1893—94), pp. 643–681.
- Ricci-Curbastro, Gregorio. Sulla teoria intrinseca delle superficie ed in ispecie di quelle di 2º grado, «Atti del R. I.V.S.L.A.», s. VII, t. VI (a. a. 1894—95), pp. 445–488.
- Ricci-Curbastro, Gregorio. Dei sistemi di congruenze ortogonali in una varietà qualunque. // Memorie della R. Accademia dei Lincei, s. 5, 1896, vol. 2, pp. 276–322).
- Ricci-Curbastro, Gregorio. Della equazione fondamentale di Weingarten nella teoria delle superficie applicabili, «Atti del R. I.V.S.L.A.», s. VII, t. VIII (a. a. 1896—97), pp. 1230–1238.
- Ricci-Curbastro, Gregorio. Del teorema di Stokes in uno spazio qualunque a tre dimensioni ed in coordinate generali, «Atti del R. I.V.S.L.A.», s. VII, t. VIII (1896—97), pp. 1526–1539.
- Ricci-Curbastro, Gregorio (1898), Lezioni sulla teoria delle superficie (итал.), Verona: Drucker
- Ricci, Gregorio; Levi-Civita, Tullio (1900). Méthodes de calcul différentiel absolu et leurs applications [Методы абсолютного дифференциального исчисления и их применение]. Mathematische Annalen (фр.). 54 (1–2). Springer: 125–201. doi:10.1007/BF01454201.
- Ricci-Curbastro, Gregorio. Direzioni e invarianti principali in una varietà qualunque, «Atti del R. I.V.S.L.A.», s. VIII, t. VI, p. II (a. a. 1903—04), pp. 1233–1239.
- Ricci-Curbastro, Gregorio. Del concetto di successione in relazione col teorema fondamentale del calcolo integrale, «Atti del R. I.V.S.L.A.», s. VIII, t. XII, p. II (a. a. 1909—10), pp. 1055–1060.
- Ricci-Curbastro, Gregorio (1918), Lezioni di Analisi algebrica ed infinitesimale (1926 ed.), Padova: Tip. Universitaria.
- Ricci-Curbastro, Gregorio. Della integrazione dei sistemi di equazioni, «Atti del R. I.V.S.L.A.», s. IX, t. VI, p. II (a. a. 1921—22), pp. 179–183.
- Ricci-Curbastro, Gregorio. Della integrazione dei sistemi di equazione a derivate ordinarie, «Atti del R. I.V.S.L.A.», s. IX, t. X, p. II (a. a. 1925—26), pp. 511–518.